# 愛的第6感
「愛的第6感」（愛の第6感）是日本的女子偶像組合早安少女組。的第6枚原創專輯。於2004年12月8日發行。唱片公司為zetima。

## 概要
- 與上一張精選專輯「Best! 早安少女組。2」相距約8個月。與上一張原創專輯「No. 5」相距約1年8個月。
- 收錄第22張單曲「浪漫 ～MY DEAR BOY～」至第24張單曲「淚流不止的放學後」，一共3首A面曲。
- 新曲「HELP!!」和「SHIP TO THE FUTURE」是舞台劇「HELP!! 熱っちぃ地球を冷ますんだっ。」的插曲。
- 六期成員藤本美貴、龜井繪里、道重沙由美和田中麗奈加入後第一張原創專輯。
- 此專輯是早安少女組。以十二人形式參與演唱，四期成員辻希美和加護亞依只參與二首曲目（浪漫 ～MY DEAR BOY～、女子喧嚷物語）
- 本作分「CD盤」1種版本
- 在12月20日於公信榜專輯週排行榜取得第7位。

## 收錄內容

### CD
1. 淚流不止的放學後（涙が止まらない放課後）
（作詞・作曲：淳君 編曲：鈴木俊介）
24th單曲
2. 壽喜燒（すき焼き）
（作詞・作曲：淳君 編曲：高橋諭一）
3. 春之歌（春の歌）
（作詞・作曲：淳君 編曲：馬飼野康二）
飯田圭織・矢口真里・石川梨華・吉澤瞳主唱
4. 女子喧嚷物語（女子かしまし物語）
（作詞・作曲：淳君 編曲：鈴木Daichi秀行）
23th單曲・四期成員辻希美、加護亞依的畢業單曲
5. 直感 ～有時愛情是〜（直感〜時として恋は〜）
（作詞・作曲：淳君 編曲：鈴木俊介）
6. 獨占欲（独占欲）
（作詞・作曲：淳君 編曲：平田祥一郎）
7. 檸檬色和奶茶（レモン色とミルクティ）
（作詞・作曲：淳君 編曲：高橋諭一）
高橋愛・紺野朝美・小川麻琴・新垣里沙・藤本美貴・龜井繪里・道重沙由美・田中麗奈主唱
8. 浪漫 ～MY DEAR BOY～
（作詞・作曲：淳君 編曲：鈴木俊介）
22th單曲・舞台劇「HELP!! 熱っちぃ地球を冷ますんだっ。」主題曲
9. 聲
（作詞・作曲：淳君 編曲：橋本由香利）
10. HELP!!
（作詞・作曲：淳君 編曲：湯浅公一）
舞台劇「HELP!! 熱っちぃ地球を冷ますんだっ。」插曲
11. SHIP TO THE FUTURE
（作詞・作曲：淳君 編曲：湯浅公一）
舞台劇「HELP!! 熱っちぃ地球を冷ますんだっ。」插曲
12. 女子喧嚷物語2（女子かしまし物語2）
（作詞・作曲：淳君 編曲：鈴木Daichi秀行）
23th單曲「女子喧嚷物語」的第二個版本
次序為石川梨華→龜井繪里→高橋愛→矢口真里→飯田圭織→吉澤瞳→道重沙由美→紺野朝美→小川麻琴→藤本美貴→田中麗奈→新垣里沙